# Olival Basto
Olival Basto is een plaats en freguesia in de Portugese gemeente Odivelas en telt 6246 inwoners (2001).